# Медовников, Дан Станиславович
Дан Станисла́вович Медо́вников (род. 17 января 1969, город Донецк, Украинская ССР, СССР) — российский журналист, публицист, специалист в области инновационного менеджмента, инновационного предпринимательства.

## Биография
Родился 17 января 1969 года в городе Донецке (Украинская ССР, СССР) в семье филолога, литератора, поэта, впоследствии доцента Донецкого университета Станислава Васильевича Медовникова (1937, г. Конаково Калининской области РСФСР — 2013, г. Донецк) и преподавателя высшей математики ДонНТУ Альбины Александровны Медовниковой (урожденной Тишевской) (р.1943). Младший брат — Кирилл (1975 г.).
В 1985 году поступил на физический факультет МГУ, который окончил в 1993 году (специальность — «физика»). Руководители дипломной работы — А. Б. Кожевников и В. П. Визгин (ИИЕТ РАН).
В 1987—1989 годы (в период отмены предоставления студентам отсрочки от призыва) — служба в рядах Советской армии.
1993—1996 гг. — учился в аспирантуре МГУ, работал корреспондентом газеты «Комсомольская правда».
С 1994 по 1995 г. руководитель группы исследования высокотехнологичных рынков информационного агентства «Мобиле».
С 1996 по 2010 год — работа в журнале «Эксперт»: редактор отдела «отрасли и рынки» (1998—2001), редактор отдела инноваций, руководитель Инновационного бюро «Эксперт» (структурного подразделения Группы «Эксперт»; с 2006—2010), заместитель главного редактора журнала «Эксперт» (2008—2015). Материалы авторства Медовникова и сотрудников созданного им отдела инноваций журнала «Эксперт» составляют важную часть российской публицистики 1990—2010-х годов по проблемам науки, предпринимательства и инновационного развития.
В 2001 году организовал и возглавил (до 2010) Конкурс русских инноваций.
2010 г. — ректор Открытого Инновационного Университета.
С 2010 года — работа в Высшей школе экономики. С 2012 года — директор Института менеджмента инноваций Национального исследовательского университета «Высшая школа экономики».
С 2017 года — главный редактор журнала об инновациях в России «Стимул».

## Признание
- 2018 — благодарность Министра экономического развития Российской Федерации[3]
- 2023 — премия Ассоциации российских специалистов и экспертов менеджмента знаний «КМ Альянс» «Преображение»[3].

## Основные труды
Автор свыше 120 научных работ (по базе РИНЦ, по состоянию на 29.12.2019), в том числе — соавтор двух учебников для бакалавров и ряда коллективных монографий.

### Учебники
- Медовников Д. С. (в соавторстве). Инновационный менеджмент. Учебник для академического бакалавриата / Под ред. С. В. Мальцевой. — М.: Юрайт, 2014. — 527 с. — ISBN 978-5-9916-3569-1
- Медовников Д. С. (в соавторстве). Основы инновационной деятельности. Учебник для среднего профессионального образования / Под ред. С. В. Мальцевой. — М.: Юрайт, 2019. — 527 с. — ISBN 978-5-534-12095-0

### Перечни трудов
- Перечень публикаций на сайте НИУ ВШЭ
- Перечень публикаций в журнале «Эксперт»

## Экспертная деятельность
- Член Экспертного совета председателя коллегии Военно-промышленной комиссии Российской Федерации (с 2014)
- Член Комитета по промышленной политике Российского союза промышленников и предпринимателей (с 2016)
- Руководитель (координатор) рабочей группы «Наука и государство» по разработке Стратегии научно-технологического развития Российской Федерации на долгосрочный период (2016)
- Член Совета проекта «Национальные чемпионы»[2]
- Эксперт Гайдаровского форума[6], модератор Петербургского международного экономического форума[7].
- Руководитель Экспертного совета и член Правления Ассоциации быстрорастущих технологических компаний[8].

## Избранные выступления в СМИ, открытые лекции
- Выступления в эфире радиостанции «Эхо Москвы»
- Информация об открытой лекции на форуме «Селигер», 6.07.2010
- «Гость Дан Медовников» // Эксперт-ТВ, 16.01.2012
- Информация об открытой лекции в Московском государственном техническом университете имени Н. Э. Баумана, 11.02.2014
- Медовников Дан, Ремизов Михаил. Управлять будущим. России необходимы национальные приоритеты в технологической сфере // Российская газета, 4.06.2015
- Дан Медовников в программе «Страна Индустрия» // Электротехнический интернет-портал «Elec.ru», 24.12.2018
- Медовников Дан. Цель — строительство индустрий // Известия, 27.03.2019
- Медовников Дан. Скрытая жизнь настоящих инноваций // Деловая интернет-газета «Взгляд», 27.06.2019

### Избранные экспертные комментарии
- Грузинова Ирина. Бюджетные инвестиции в науку остались безрезультатными // Московские новости, 9.02.2012
- Долгошеева Валентина. Для пользы общего дела // Известия, 24.03.2015
- Долгошеева Валентина. Мощно: в России запустили свою газовую турбину // Известия, 22.05.2015
- Галицкий Харитон. Мощно: в России запустили свою газовую турбину // Известия, 18.07.2019

### Избранные интервью
- Нам нужны великие частные компании // Сайт «2035.media», 29.03.2018